# Peeli jõgi
Peeli jõgi (Peeliån) är ett vattendrag i landskapet Võrumaa i södra Estland. Det är ett biflöde till Vaidava (estniska: Vaidva jõgi) som är ett biflöde till Mustjõgi som ingår i Gaujas avrinningsområde. Ån är 17 km lång.
Peeli jõgis källa är belägen i Kikkajärv, en av de fyra Paganamaasjöarna som alla avvattnas av Peeli jõgi. Sjöarna ligger på gränsen mellan Estland och Lettland och Peeli jõgi utgör bitvis gränsflod länderna emellan. Pähni oja är ett nordligt högerbiflöde till Peeli jõgi.     